# Hank Landry
Generál Henry "Hank" Landry je fiktivní postava ze seriálů Hvězdná brána a Stargate Atlantis. Ztvárňuje ji herec Beau Bridges.
Landry se narodil 6. října 1945 v Sacramentu v Kalifornii. Když byl kapitánem během vietnamské války létal s helikoptérou a na F-4 u 82. výsadkové divize.
Generál Landry nahradil Jacka O´Neilla v pozici velitele SGC v 9.-10. řadě. Jeho poněkud osobnější a neoficiálnější přístup k programu je jednou z pozitivních změn na samotném seriálu. Dává prostor osobním pocitům jak pro členy týmu, tak pro zbytek personálu včetně sebe sama. Landry má vietnamskou ženu Kim Lamovou. Jejich dcera doktorka Carolyn Lamová (hraje jí Lexa Doig) je v 9.-10. řadě vrchní lékařkou SGC.